# Єфанда
Єфанда (фін. Alfvind, Efanda; Ефанда, Алфвінд; біля 850 р. — біля 881) — легендарна давньоруська княгиня, норвезька королівна.

## Життєпис
За однією версією дочка Кетіля Лосося (800) і Інгуни. Дружина князя Рюрика. Мати князя Ігоря Старого. Точні дати її життя невідомі. Відомо лише що вона померла у Новгороді. Можливо вона жила з своїм чоловіком у м. Новгороді. Бо як відомо Рюрик був новгородським князем. Єфанда відома з так званих татищевських відомостей — відомостей, наведених В. М. Татищевим, можливо, з якихось невідомих джерел і відсутніх у відомих літописах. У числі інших відомостей Татищев згадує і Єфанду, посилаючись при цьому на Якимівський літопис, спірне джерело, відомому тільки з витягів з нього, зробленим самим Татищевим (таким чином, відомості з Якимівського літопису також належать до числа татищевських відомостей). Більше про Єфанду майже нічого не відомо.
Татищев, посилаючись на Якимівський літопис і, можливо, використовуючи якісь пізні незбережені джерела, розповідає про одруження Рюрика з Єфандою, дочкою новгородського посадника Гостомисла, ініціатора запрошення Рюрика на Русь.

## Історіографія
В. Татищев вважав її сестрою Олега Віщого. На думку О. Мельникової, невідомі джерела, використані Татищевим, включають пізню переробку літописного тексту. Метою цієї переробки було обґрунтування права іноетнічних правлячих династій на владу, для чого підходила легенда про шлюб Рюрика з Єфандою, дочкою новгородського посадника Гостомисла.